# Modularista elmélet
A modularista elmélet a megismerés egyik elmélete, amely szerint a legtöbb kognitív folyamat olyan különálló rendszerekre épül, amelyek mindegyike saját tulajdonságokkal bír. Ezek a rendszerek születéstől fogva léteznek, fejlődésükhöz nem szükséges speciális tanítás. Az elmélet Jerry Fodor amerikai filozófus és kognitív tudós nevéhez köthető, elsőként 1983-ban fogalmazta meg Az elme modularitása című könyvében. Három típusú alrendszert feltételez, amelyek az átvivők(transzduktorok), a modulok (bemeneti rendszerek) és a központi rendszerek. 

## Modularista megközelítés a fejlődéspszichológiában
A fejlődéspszichológia modularista megközelítése a nativista irányzatok közé tartozik, mivel ugyan elismeri a környezeti faktorokat, de a fejlődés fő mozgatórugójának az öröklődést tekinti. A modularista elmélet szerint a kognitív folyamatok speciális alrendszerei egy előre programozott területet képeznek az agyban. Az alrendszerek már kezdettől fogva jelen vannak az emberi genomban, a környezet pedig elenyésző hatással bír ezekre. 

## Átvivők (transzduktorok)
Az átvivők vagy (transzduktorok) feladata, hogy a külvilág felől érkező fizikai ingereket (látás, hallás stb.) átalakítsák idegrendszeri jelekké. Ez az észlelés legelső lépése, ám nem tekinthetjük pszichológiai értelemben vett megismerő folyamatnak és észlelési folyamatnak sem. Ugyanakkor elengedhetetlen a tényleges észlelés kialakulásához. 

## Modulok
Az észlelés lényegi folyamata, a következtetési folyamatok mennek végbe a modulokban. Azaz az átvivők feladata, hogy felvegyék az idegrendszeri jeleket és kikövetkeztessék, hogy mi okozta az érzékszerv ingerlését. Az érzékszervekhez kapcsolódóan létezik például vizuális modul, auditív modul, nyelvi modul stb. 

## Központi rendszerek
A központi rendszereken lassabb, gondolkodást igénylő folyamatok nyugszanak, mint például a gondolkodás vagy a problémamegoldás. A modulok által előállított következtetések ide kerülnek, ezután a központi rendszerek a reprezentáció jellegétől függően elvégzik például a tárgyfelismerést (vizuális modul) vagy a szándékolt jelentés kialakítását (nyelvi modul). A központi rendszerek megismerhetőségével kapcsolatban Fodor is szkeptikus volt, azonban szerinte létezésük megkérdőjelezhetetlen.  